# مديرية الأمن العام
مديرية الأمن العامة أو مديرية الأمن العام سابقاً الشعبة السياسية والتحقيقات الجنائية وتسمى أيضا الأمن الداخلي أو قسم الشرطة السرية هو جهاز الاستخبارات الداخلية العراقية.

## التاريخ
تم إنشاء مديرية الأمن العام في العام 1921 خلال العهد الملكي في العراق وكانت تعرف بمديرية التحقيقات الجنائية وأبرز رؤساها هو بهجت العطية الذي أعدمه عبد الكريم قاسم بعد انقلاب 14 تموز 1958. وبقيت المديرية تحت إشراف وزارة الداخلية حتى العام 1990.
و كان العاملون بهذه المؤسسة معنيون ب«تحقيق الأمن الداخلي للعراق» حتى لو تضمن هذا استخدام وسائل الترهيب والتعذيب المختلفة.

## الرؤساء
- علوان حسين (1940–1946)[4]
- بهجت داود سلمان العطية (1946–1958)[4][5]
- عبد المجيد جليل (1958–1963)[4]
- جميل صبري البياتي (1963)[4]
- أنور ثامر العاني (1963–1964)[4]
- رشيد محسن الجميلي (1964–1965)[6]
- عبد الجليل أحمد العبيدي (1965–1966)[7]
- إسماعيل شاهين (1966–1968)[4]
- حامد إسماعيل العاني (1968–1969)
- ناظم كزار لازم العيساوي (1969–1973)[8]
- عبد الخالق عبد العزيز سعيد (1973–1976)[9]
- فاضل براك حسين الناصري (1976–1984) في عهده تطورت الأمن العام من ناحية الأفراد والمنشآت والأداء وفترة البراك هي الأطول في حقبة حزب البعث [10][11][12]

- علي حسن المجيد الناصري (1984–1987)[2][13]
- عبد الرحمن أحمد الدوري (1987–1991)[2]
- سبعاوي إبراهيم الحسن التكريتي (1991–1996)[2]
- طه عباس الأحبابي (1996–1997)[2]
- طاهر جليل حبوش التكريتي (1997–1999)[14]
- رافع عبد اللطيف طلفاح التكريتي (1999–2003)[14][15]